# Pietro Arese
Pietro Arese (* 8. Oktober 1999 in Turin) ist ein italienischer Leichtathlet, der sich auf den Mittelstreckenlauf spezialisiert hat. Aktuell ist er Inhaber des Landesrekordes im 1500-Meter-Lauf.

## Sportliche Laufbahn
Erste internationale Erfahrungen sammelte Pietro Arese bei den 2016 erstmals ausgetragenen Jugendeuropameisterschaftene in Tiflis, bei denen er im 2000-Meter-Hindernislauf in 6:07,60 min den zwölften Platz belegte. Im Jahr darauf erreichte er bei den U20-Europameisterschaften in Grosseto nach 9:17,51 min Rang zehn über 3000 m Hindernis. 2018 schied er dann bei den U20-Weltmeisterschaften in Tampere mit 3:55,92 min in der Vorrunde im 1500-Meter-Lauf aus und 2019 klassierte er sich bei den U23-Europameisterschaften in Gävle mit 3:54,20 min auf dem zwölften Platz. 2021 schied er bei den Halleneuropameisterschaften in Toruń mit 3:43,55 min im Vorlauf aus. Im Juli wurde er bei den U23-Europameisterschaften in Tallinn im Vorlauf disqualifiziert und im Dezember gelangte er bei den Crosslauf-Europameisterschaften in Dublin mit 25:21 min auf Rang 22 im U23-Rennen. Im Jahr darauf belegte er bei den Hallenweltmeisterschaften in Belgrad in 3:37,60 min den achten Platz über 1500 Meter. Im Juni siegte er in 3:38,95 min beim CITIUS Meeting in Bern und anschließend belegte er bei den Mittelmeerspielen in Oran in 3:42,80 min den vierten Platz. Im August wurde er bei den Europameisterschaften in München in 3:35,00 min ebenfalls Vierter. Im Dezember siegte er dann bei den Crosslauf-Europameisterschaften in Turin in 17:23 min gemeinsam mit Federica Del Buono, Yassin Bouih und Gaia Sabbatini in der Mixed-Staffel.
2023 belegte er bei den Halleneuropameisterschaften in Istanbul in 3:38,91 min den fünften Platz über 1500 Meter. Im Juni wurde er bei der 1. Liga der Team-Europameisterschaft im Rahmen der Europaspiele in Chorzów in 3:38,13 min Vierter und schied dann bei den Weltmeisterschaften in Budapest mit 3:33,11 min im Halbfinale aus. Im Dezember belegte er bei den Crosslauf-Europameisterschaften in Brüssel in 20:06 min den vierten Platz in der Mixed-Staffel. Im Jahr darauf belegte er bei den Hallenweltmeisterschaften in Glasgow in 7:46,46 min den siebten Platz über 3000 Meter. Im Juni gewann er bei den Europameisterschaften in Rom in 3:33,34 min die Bronzemedaille über 1500 Meter hinter dem Norweger Jakob Ingebrigtsen und Jochem Vermeulen aus Belgien. Zuvor verbesserte er in Oslo den italienischen Landesrekord über diese Distanz auf 3:32,13 min. Anschließend belegte er bei den Olympischen Sommerspielen in Paris in 3:30,74 min im Finale den achten Platz und stellte damit einen neuen Landesrekord auf. Im Dezember siegte er bei den Crosslauf-Europameisterschaften in Antalya in 18:02 min erneut in der Mixed-Staffel, diesmal gemeinsam mit Sebastiano Parolini, Marta Zenoni und Sintayehu Vissa.
In den Jahren 2021 und 2023 wurde Arese italienischer Hallenmeister im 1500-Meter-Lauf sowie 2021 auch über 3000 Meter. 2023 wurde er Landesmeister im 1500-Meter-Lauf im Freien sowie 2024 über 5000 Meter.

## Persönliche Bestleistungen
- 1500 Meter: 3:30,74 min, 6. August 2024 in Paris (italienischer Rekord)
  - 1500 Meter (Halle): 3:37,03 min, 27. Januar 2024 in Padua
- Meile: 3:56,80 min, 4. September 2021 in Mailand
  - Meile (Halle): 3:55,71 min, 29. Januar 2023 in Padua (italienischer Rekord)
- 3000 Meter: 8:09,12 min, 17. Juni 2021 in Nembro
  - 3000 Meter (Halle): 7:38,42 min, 3. Februar 2024 in Metz (italienischer Rekord)
- 5000 Meter: 13:35,97 min, 29. Juni 2024 in La Spezia
- 3000 m Hindernis: 8:53,84 min, 28. Juni 2019 in Nembro